# 매드 캐츠
매드 캐츠 주식회사(Mad Catz, Inc., MAD CATZ로 표기)는 제조업 및 게이밍 브랜드로서, 현재 홍콩 기반의 회사 매드 캐츠 글로벌 리미티드에서 생산하고 있는 인터랙티브 엔터테인먼트 및 PC 제품 및 액세서리를 다루는 회사이다. 이전에는 2017년 파산할 때까지 오리지널 중국 매드 캐츠 회사에서 생산했다. 이전 회사는 게임샤크 브랜드로 게이밍 제품을, TRITTON 브랜드로 오디오 제품을, 사이텍 브랜드로 비행 시뮬레이션 스틱을 생산하기도 했다. 매드 캐츠는 2018년 1월에 다시 시작되었다.
전 세계 소매점.

## 역사

### 1989–2000: 초기

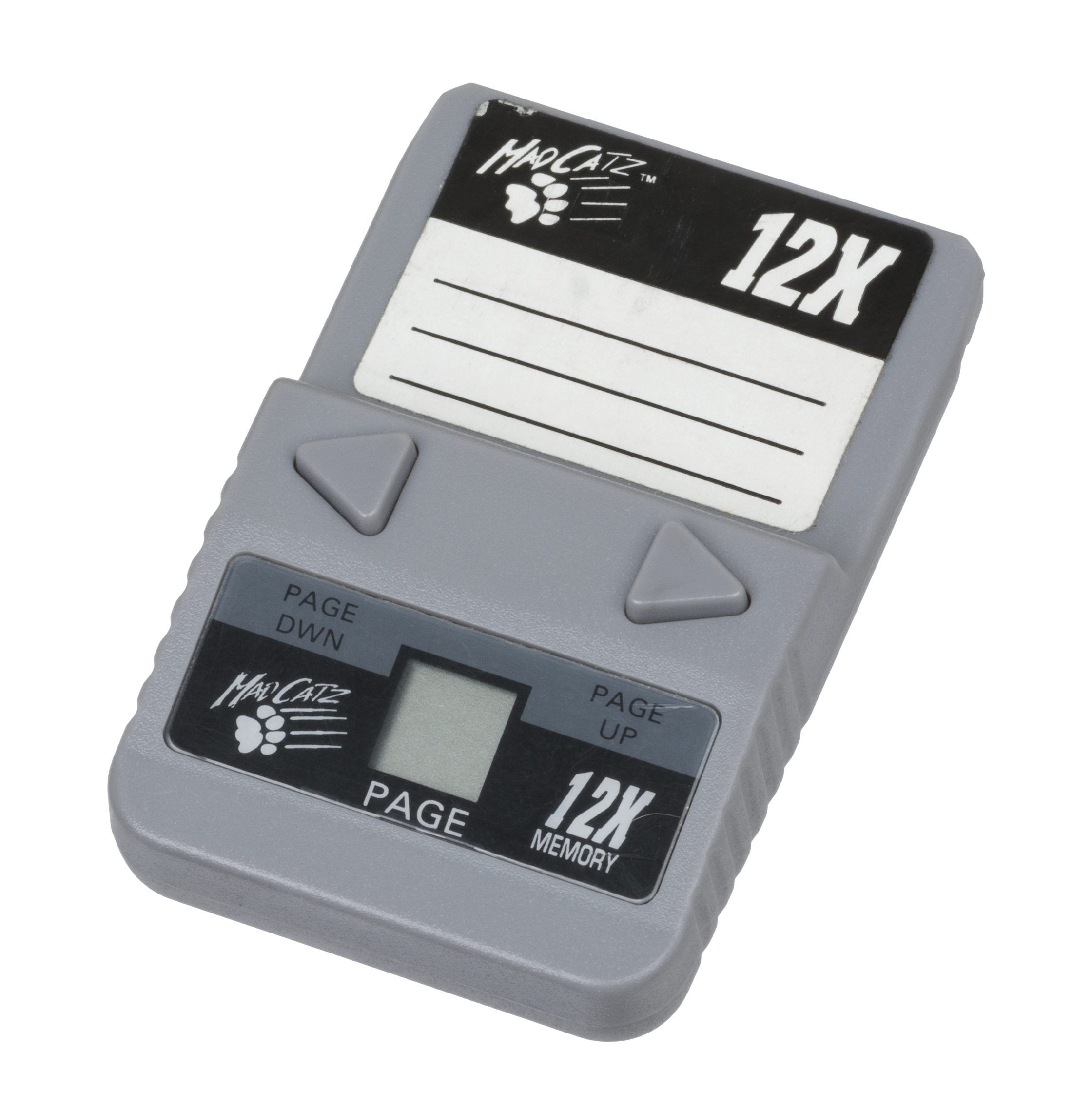
오리지널 플레이스테이션용 메모리 카드

매드 캐츠는 1989년 토론토에서 처음 설립되었으며, 컨트롤 패드, 화면 확대기, 메모리 카드, 연결 케이블, 스티어링 휠, 더스트 커버, 조이패드, 전원 어댑터, 플라이트 스틱, 라이트 건, 휴대용 케이스, 헤드폰 및 PC와 다양한 비디오 게임 콘솔용 기타 인간 인터페이스 장치와 같은 액세서리에 중점을 두었다. 매드 캐츠는 또한 Real World Golf 1 및 2, MC Groovz Dance Craze, 펌프 잇 업과 같은 콘솔 게임 타이틀도 퍼블리싱했다.
매드 캐츠 인터랙티브 주식회사는 1993년 8월 25일 캐나다 사업법에 따라 설립되었으며, 2000년에는 토론토에 본사를 둔 GTR 그룹 주식회사에 의해 게임 트레이더(이전에 플레이하고 재출판된 게임을 수집 및 판매) 및 잽유닷컴(전자상거래 솔루션에 중점)과 함께 3,330만 미국 달러에 인수되었다.

### 2000–2009: 인수 및 계약
2000년에 매드 캐츠는 소니 플레이스테이션용 MC2 레이싱 휠을 출시하여 인사이트 비디오 게이밍 매거진에서 골든 어워드를 수상했으며, 마리오 안드레티 레이싱 휠은 게임스파이에서 2000년 일렉트로닉 엔터테인먼트 엑스포(E3) 최고의 주변기기로 선정되었다. 이 회사는 세가 드림캐스트 출시를 위해 12개의 라이선스 컨트롤러를 생산했으며, 팬서 DC 및 키보드 어댑터와 같은 인터넷 관련 액세서리도 출시했다.
2001년 9월, GTR 그룹은 매드 캐츠 브랜드의 강점을 활용하기로 결정하고 회사명 GTR 그룹 주식회사를 매드 캐츠 인터랙티브 주식회사로 변경했으며, 게임 트레이더 및 잽유닷컴 사업부를 폐쇄했다. 2001년에는 마이크로소프트의 Xbox와 닌텐도의 게임큐브 및 게임보이 어드밴스가 출시되었다. 매드 캐츠는 이러한 출시를 위해 게임큐브용 컨트롤 패드 프로, 링스 컨트롤 패드 및 플레이스테이션 2용 비트패드(댄스패드) 컨트롤러, 게임보이 플립라이트, Xbox용 메모리 카드와 같은 제품을 제공했다.
2003년 1월, 매드 캐츠는 인터액트로부터 500만 미국 달러에 "비디오 게임 향상 소프트웨어의 업계 선두 주자로서, 플레이어가 비디오 게임 퍼블리셔가 게임 제품에 통합한 비밀 코드, 단축키, 힌트 및 치트를 최대한 활용할 수 있도록 지원한다"고 설명된 게임샤크 브랜드와 관련 지적 재산을 인수했다.
2007년 9월, 매드 캐츠는 영국 기반의 조이테크를 370만 미국 달러에 인수했다. 2007년 11월, 매드 캐츠는 유럽 기반 제조업체 사이텍을 3천만 미국 달러에 인수하여 비디오 게임 액세서리 시장으로 사업을 더욱 확장했다.
2008년, 캡콤은 매드 캐츠에 스트리트 파이터 IV 격투 게임 출시와 맞춰 "파이트스틱" 및 "파이트패드"로 브랜딩된 한정판 아케이드 스틱 및 6버튼 컨트롤러를 생산하도록 의뢰했다.

### 2010–2017: 록 밴드 제품, 성공과 몰락

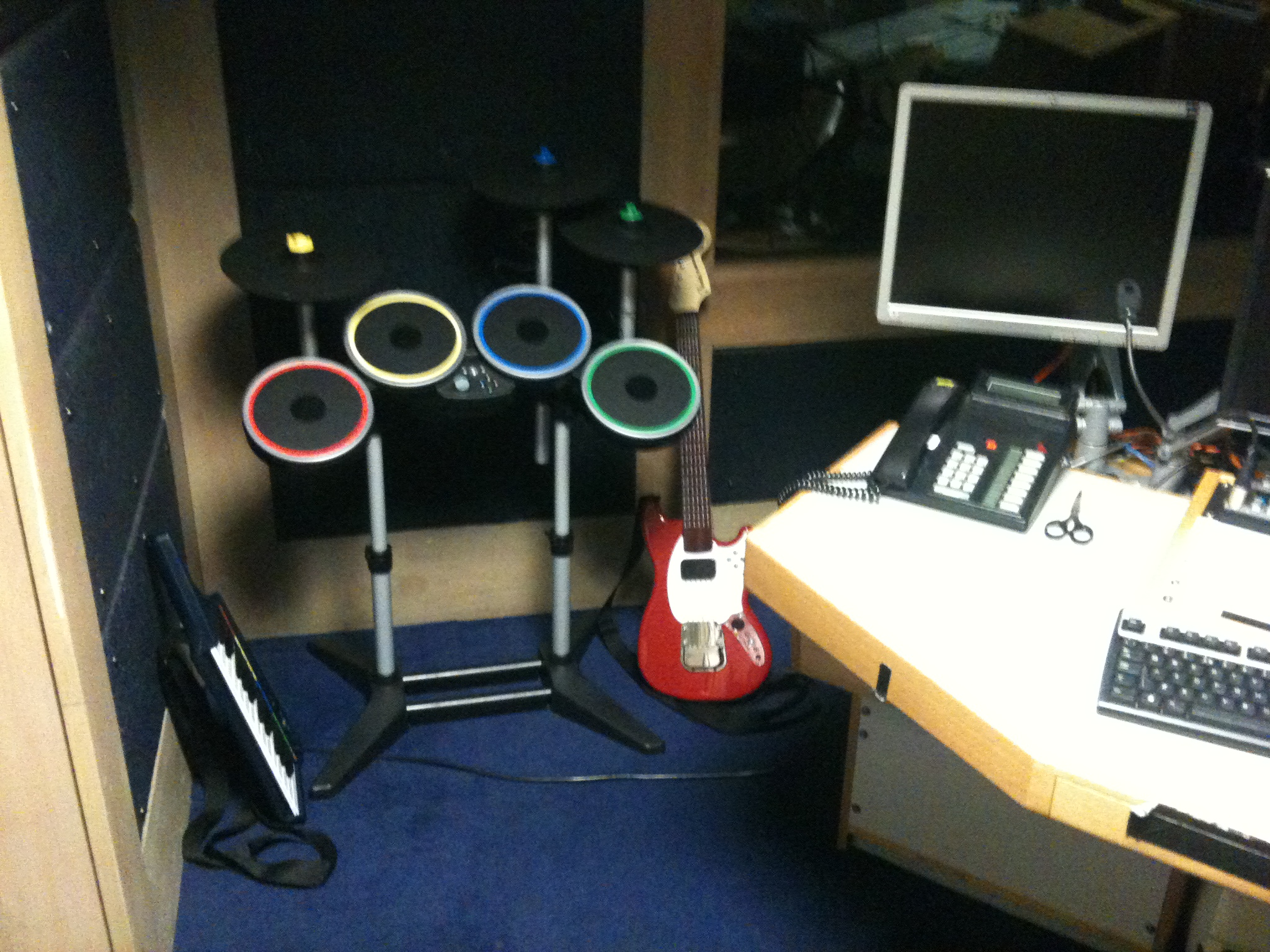
매드 캐츠의 록 밴드 3 컨트롤러: 키보드, 록 밴드 3 드럼 키트, 머스탱 프로 (102버튼) 기타.

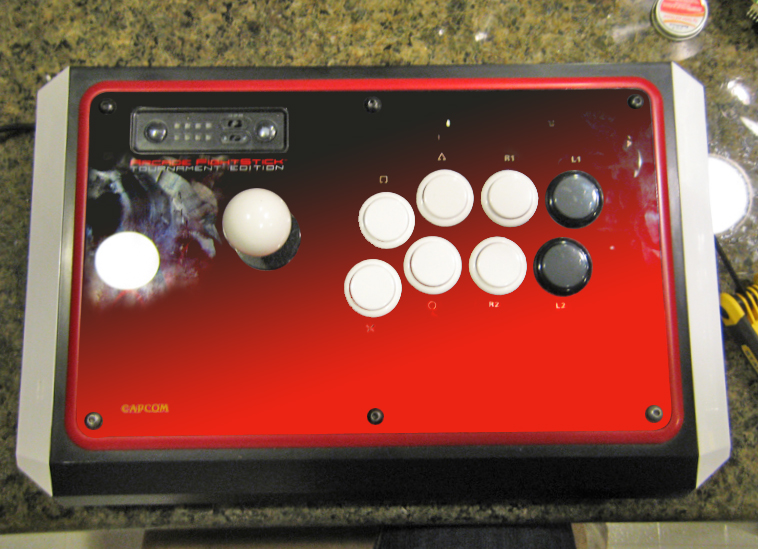
매드 캐츠의 스트리트 파이터 IV 파이트스틱 토너먼트 에디션 아케이드 컨트롤러

2010년, 매드 캐츠는 록 밴드 3의 공식 라이선스 컨트롤러를 출시했는데, 여기에는 키보드 컨트롤러, 마이크로폰 컨트롤러, 드럼 키트, 그리고 두 가지 기타 컨트롤러(익숙한 5버튼과 펜더 머스탱 "프로" 102버튼 기타)가 포함되었다. 같은 해, 매드 캐츠는 2010년 5월 100만 미국 달러에 샌디에이고 기반의 게이밍 오디오 헤드폰 회사인 트리톤 테크놀로지스를 인수했다. 2010년 6월, 매드 캐츠는 메이저 리그 게이밍과 제휴하여 Xbox 360 및 플레이스테이션 3용 MLG 프로 서킷 컨트롤러를 생산한다고 발표했다. 매드 캐츠는 MLG 프로 서킷 대회들을 후원했다.
2011년, 매드 캐츠의 사이보그 브랜드 R.A.T. 7 게이밍 마우스는 IGN으로부터 "2010년 최고의 PC 액세서리"로 선정되었다. 이 회사는 조나 로무의 럭비 챌린지, 데미지 인크. 퍼시픽 스쿼드론 2차 세계 대전 (맞춤형 조이스틱이 포함된 2차 세계 대전 비행 시뮬레이션 게임), 록 밴드 3를 퍼블리싱하여 소프트웨어 유통으로 복귀했다. 매드 캐츠는 비행 시뮬레이션 장비를 설계, 건설, 통합 및 운영하고 비행 시뮬레이션 소프트웨어를 개발하는 V 맥스 시뮬레이션 코퍼레이션의 특정 자산을 인수했다.
매드 캐츠는 R.A.T. 게이밍 마우스 및 트리톤 브랜드 게이밍 헤드폰과 같은 주변기기 및 액세서리에 계속 집중하고 있다. 2013년 1월, 매드 캐츠는 게임 및 하드웨어 독립성, 간편한 설정, 긴 배터리 수명 및 범용 호환성을 특징으로 하는 블루투스 스마트 스택을 사용하는 다양한 제품인 "게임스마트" 이니셔티브를 발표했다. 발표된 제품에는 R.A.T.M 무선 모바일 게이밍 마우스, F.R.E.Q.M 모바일 스테레오 헤드폰, M.O.U.S.9 무선 마우스, C.T.R.L.R 모바일 게임패드가 포함된다.
2013년 6월, 매드 캐츠는 "거실에서 모바일 게임을 즐길 수 있도록 평면 TV에 연결되는 화면 없는 슈퍼차지드 스마트폰"으로 설명되는 M.O.J.O. 안드로이드 마이크로 콘솔을 발표했다. M.O.J.O.는 매드 캐츠의 게임스마트 컨트롤러, 마우스, 키보드, 헤드폰 및 기타 게이밍 주변기기와 원활하게 상호 작용하도록 설계되었다. 2013년, 매드 캐츠는 2013년 11월 말부터 출하되기 시작한 당시 마이크로소프트 게이밍 콘솔 중 최신인 엑스박스 원용으로 출시된 최초의 격투 게임 컨트롤러인 킬러 인스팅트 아케이드 파이트스틱 토너먼트 에디션 2를 생산했다.
2015년 4월, 매드 캐츠는 하모닉스 뮤직 시스템즈와 함께 록 밴드 4를 공동 퍼블리싱하며, 게임 컨트롤러도 제작할 것이라고 발표했다. 계약 조건에 따라 매드 캐츠는 록 밴드 4 게임 및 하드웨어 번들의 전 세계 소매 판매, 홍보 및 유통을 담당했다. 하모닉스는 록 밴드 4 디지털 판매 및 콘텐츠를 담당했다. 록 밴드 4는 2015년 10월 6일에 출시되었다.
2015년 8월, 매드 캐츠는 클라우드 임페리엄 게임즈와 협력하여 우주 시뮬레이션 게임 스타 시티즌의 라이선스 시뮬레이션 제품을 만들 것이라고 발표했다. 매드 캐츠의 사이텍 브랜드로 생산된 이 제품들은 게임스컴 2015에서 처음 공개되었다.
2016년 2월 9일, 매드 캐츠는 직원의 37%를 해고할 것이라고 발표하며 "록 밴드 판매량이 원래 예상보다 낮아 재고가 많아지고 소매업체와의 프로모션 활동 증가로 인해 마진이 낮아졌다"고 밝혔다. 이는 전날 회사 사장 겸 CEO인 대런 리처드슨, 사업 담당 수석 부사장 휘트니 피터슨, 회사 회장 토마스 브라운의 사임에 이은 것이었다. 그 해 기준으로 회사의 수익은 1억 3,410만 미국 달러였다.
2016년 9월 15일, 로지텍은 매드 캐츠의 컴퓨터 조이스틱 전문 시뮬레이션 브랜드인 사이텍을 1,300만 달러에 인수했다.
2017년 3월, 뉴욕 증권거래소는 회사에 "비정상적으로 낮은" 주식 가치로 인해 상장 폐지 절차에 있다고 통보했으며, 매드 캐츠는 이에 대해 이의를 제기할 계획이 없다고 밝혔다.

### 파산
매드 캐츠는 2017년 3월 30일 영업을 중단하고 자산의 질서 있는 청산을 시작하기 위해 미국 파산법 7장("Chapter 7 Bankruptcy")에 따라 자발적인 파산 신청을 했다.

### 복귀
2018년 1월 4일, 매드 캐츠 글로벌 리미티드(홍콩 가우룽에 본사를 둔 신규 회사)는 기존 매드 캐츠 상표에 대한 새로운 소유권을 가지고 2018년 CES에서 매드 캐츠 브랜드의 복귀와 새로운 제품 라인 출시를 발표했다. 매드 캐츠 글로벌 리미티드는 마우스, 키보드, 헤드폰, 컨트롤러와 같은 게이밍 주변기기 개발을 계속하고 있다. 2024년, 매드 캐츠는 Yatagarasu Enter the Eastward로 게임 퍼블리싱 사업에 진출할 것이라고 발표했다.